# 6311 Porubčan
A 6311 Porubcan (ideiglenes jelöléssel 1990 RQ2) a Naprendszer kisbolygóövében található aszteroida. Henry Holt fedezte fel 1990. szeptember 15-én.